# Безбородькове
Безбородько́ве (в минулому — Перша Безбородівка, Велика Безбородівка, Олександрівка) — село в Україні, у Солонянській селищній громаді Дніпровського району Дніпропетровської області. Населення станом на 2021 рік — 312 мешканців.

## Географія
Село Безбородькове розташоване на правому березі річки Комишувата Сура, вище за течією на відстані 3,5 км розташоване село Новопокровка, нижче за течією на відстані 1 км розташоване село Стародніпровське, на протилежному березі — село Письмечеве. Через село проходить автомобільна дорога Т 0420. На північно-західній околиці села Балка Рохвина впадає у річку Комишувату Суру.

## Назва
Село назване на честь Олександра Андрійовича Безбородька, державного діяча, дипломата, сенатора та канцлера російської імперії, статс-секретаря Катерини ІІ, ініціатора та ідеолога завоювання й окупації росією Криму, Грузії, поділу Польщі .

## Історія

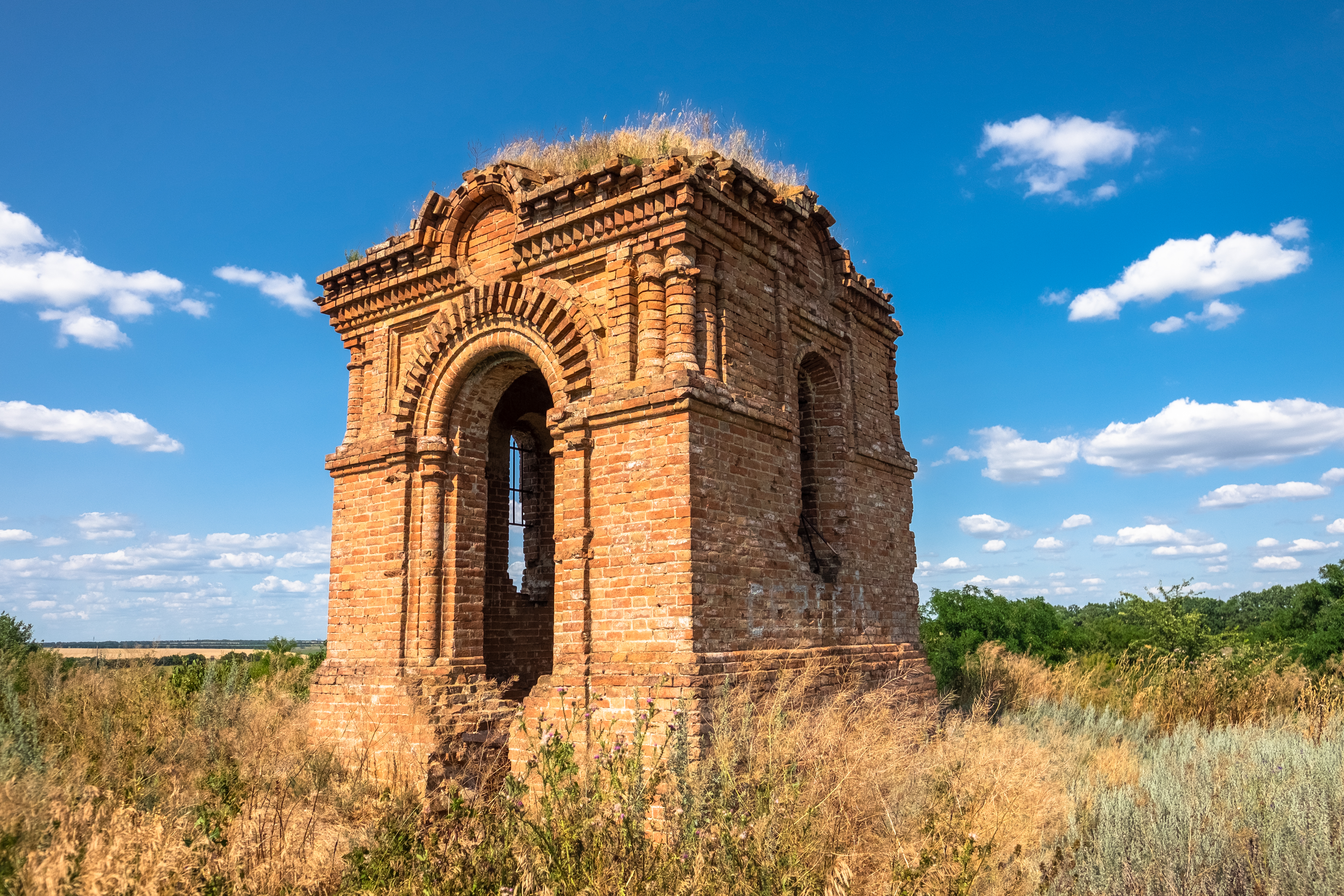
Склеп Безбородьків на кургані скіфської епохи

Село Безбородькове (раніше Олександрівка) заснував генерал-майор Ілля Безбородько. Нагадуванням про Безбородьків залишився тільки цегляний «склеп Безбородьків», який височить на кургані, оточений могилами. У 1943 році, у цьому склепі сховалися нацисти, а воїни Червоної армії вибивали їх «катюшею». Сліди від снаряда «катюші» можна побачити на задній частині будівлі. 
Станом на 1886 рік у селі Олександрівка Ново-Покровської волості Катеринославського повіту Катеринославської губернії мешкало 433 особи, налічувалось 83 двори, існували школа, лавка, горілчаний завод.
За переписом 1897 року кількість мешканців зросла до 641 особи (322 чоловічої статі та 319 — жіночої), з яких 638 — православної віри.

## Пам'ятки
- Біля села знаходиться пам'ятка археології національного значення — курган.
- Склеп Безбородьків

## Населення

### Мова
Розподіл населення за рідною мовою за даними перепису 2001 року:
| Мова                | Відсоток |
| ------------------- | -------- |
| українська          | 94 %     |
| російська           | 4,5 %    |
| молдовська          | 1,2 %    |
| інші/не визначилися | 0,3 %    |

## Мешканці
В селі народилася Іванова Лариса Володимирівна (нар. 1926) — українська художниця.